# Lucius D. Clay Jr.

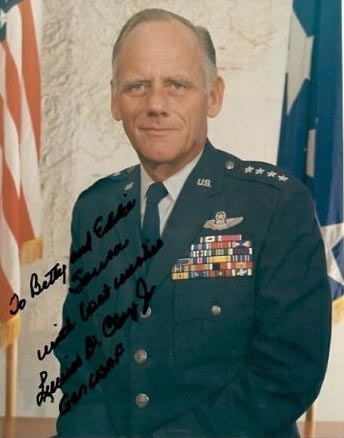
Lucius D. Clay Jr.

Lucius DuBignon Clay Jr. (* 6. Juli 1919 in Alexandria, Virginia; † 7. Februar 1994 in Fort Belvoir, Fairfax County, Virginia) war ein General der United States Air Force. Er war unter anderem Kommandeur der Pacific Air Forces und des North American Aerospace Defense Commands (NORAD).
Er war ein Sohn des späteren Generals und Militärgouverneurs der amerikanischen Besatzungszone in Deutschland Lucius D. Clay (1898–1978) und dessen Frau Marjorie McKeown (1897–1992) und besuchte die Western High School in Washington, D.C. Im Jahr 1942 absolvierte er die United States Military Academy in West Point. In der Armee bzw. ab 1947 in der Air Force durchlief er anschließend alle Offiziersränge vom Leutnant bis zum Vier-Sterne-General.
Clay wurde den United States Army Air Forces zugeteilt. Sein Abschluss an der Militärakademie in West Point fiel in eine Zeit in der die Vereinigten Staaten bereits aktiv am Zweiten Weltkrieg teilnahmen. Er wurde zunächst als Kampfpilot ausgebildet und war dann für einige Zeit selbst als Flugausbilder tätig. Dabei war er an verschiedenen Standorten in den USA stationiert. Später wurde er nach England verlegt, wo er eine Bomberschwadron kommandierte und selbst Angriffe auf Deutschland flog.
Nach dem Ende des Kriegs war er in Erding in Bayern Stabsoffizier beim European Air Depot. Im Februar 1947 kehrte er in die Vereinigten Staaten zurück. Im weiteren Verlauf des Jahres 1947 wurde Clay in die neugegründete United States Air Force übernommen. Er gehörte ab 1947 dem Stab des Luftwaffenhauptquartiers an und war er in der Abteilung für Nuklearenergie tätig (Atomic Energy). Zwischen Juni 1949 und Mai 1952 absolvierte er die Air University und das Air War College. Im weiteren Verlauf der 1950er Jahre war Lucius Clay Jr. unter anderem Stabsoffizier bei den Joint Chiefs of Staff, erneut Stabsoffizier im Hauptquartier der Luftwaffe, stellvertretender Kommandeur des 72. Bombergeschwaders das in Puerto Rico stationiert war und ab Mai 1958 Stabsoffizier beim Strategic Air Command auf der Offutt Air Force Base in Nevada.
Zwischen 1961 und 1964 gehörte er in verschiedenen Funktionen erneut dem Stab der Joint Chiefs of Staff in Washington, D.C. an. Danach wurde er nach Texas zur 12. Luftflotte versetzt. Bis zum Januar 1966 war er deren stellvertretender Kommandeur und von Januar bis Juli 1966 kommandierte er diese Luftflotte. Danach kehrte er erneut zum Hauptquartier der Luftwaffe zurück, wo er in den folgenden Jahren verschiedene Aufgaben als Stabsoffizier wahrnahm.
Zwischen Februar und September 1970 war Lucius Clay Jr. stellvertretender Kommandeur der in Hawaii stationierten Pacific Air Forces. Danach übernahm er das Kommando über die 7. Luftflotte, mit der er im Vietnamkrieg eingesetzt war. Außerdem leitete er die Abteilung für Luftoperationen im Hauptquartier des Military Assistance Command, Vietnam. Er war in diesen Funktionen für alle Operationen der Air Force im südostasiatischen Raum zuständig.
Am 1. August 1971 erhielt Clay als Nachfolger von Joseph J. Nazzaro das Kommando über die Pazific Air Forces, die auf der Hickham Air Force Base in Hawaii stationiert war. Dieses Amt bekleidete er bis zum 1. Oktober 1973 als John W. Vogt Jr. seine Nachfolge antrat. Danach wurde er Oberbefehlshaber des North American Air Defense Command (NORAD) und in Personalunion auch des Continental Air Defense Commands sowie des Aerospace Defense Commands. Diese Ämter hatte er zwischen dem 1. Oktober 1973 und dem 1. August 1975 inne. Anschließend schied er aus dem aktiven Militärdienst aus.
Der mit Betty Rose Commander (1924–1991) verheiratete Offizier starb am 7. Februar 1994 und wurde auf dem amerikanischen Nationalfriedhof Arlington beigesetzt.

## Orden und Auszeichnungen
Lucius Clay Jr. erhielt im Lauf seiner militärischen Laufbahn unter anderem folgende Auszeichnungen:
- Air Force Distinguished Service Medal
- Legion of Merit
- Bronze Star Medal
- Distinguished Flying Cross
- Air Medal
- Joint Service Commendation Medal
- Army Commendation Medal
- Purple Heart
- Kriegskreuz (Frankreich)

Hinzu kommen noch einige Orden aus Südkorea und dem ehemaligen Südvietnam. 